# Oslobođenje

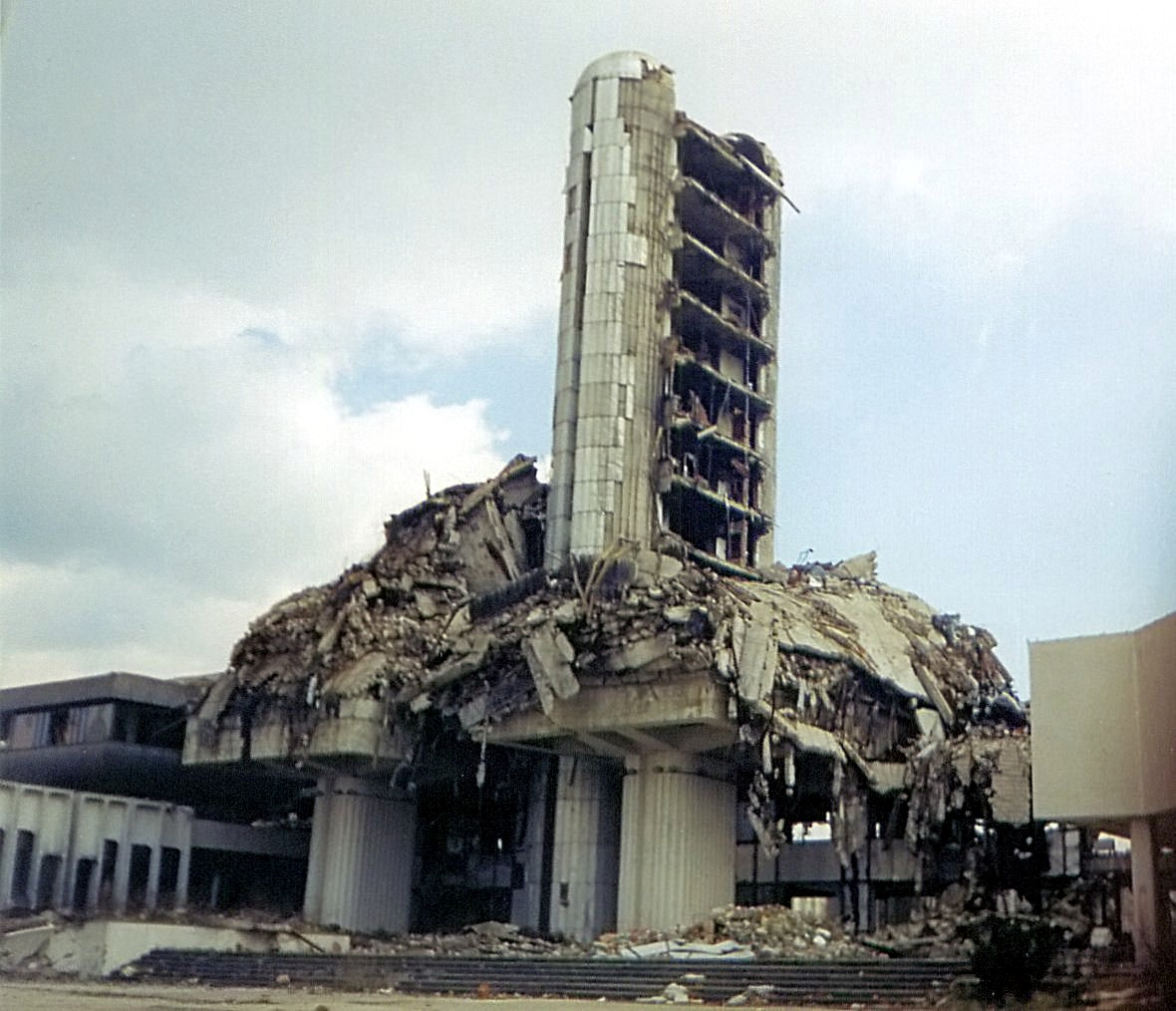
Byggnaden där Oslobođenje trycktes år 1992, efter att den blivit bombad av serbiska trupper under det bosniska kriget.

Oslobođenje (svenska: Befrielse) är en dagstidning för Bosnien och Hercegovina (och personer i utlandet som kan språket) med bas i landets huvudstad Sarajevo.

## Historik
Tidningen grundades den 30 augusti 1943 i Donja Trnova nära Ugljevik som en antinazistisk dagstidning. Under det bosniska kriget och belägringen av Sarajevo arbetade tidningens personal i en tillfällig bombskyddad nyhetslokal, på grund av att dess tiovåningskontor hade bombats sönder. Kriget ledde till att fem personer från företaget dödades och 25 sårades.